# Три чуке
Три чуке је планински врх у западном делу Старе планине, у близини села Дојкинци на надморској висини од 1937 м.
Једина проходност ка овом врху постоји захваљујући ЈНА која је 1948. године кренула да крчи путеве испод врха где је пролазио систем караула на граници са Бугарском.
Ово је један од најатрактивнијих врхова, али и најинтересантнији јер обухвата ретку субалпску заједницу бора кривуља (Pinetum mughi) на највишим врховима и представља једино налазиште бора кривуља које је до сада сачувано.
Због тога сам врх спада у категорију строгих природних резервата.
Овај планински врх је поред своје лепоте надалеко познат и по наводном благу попа Мартина које је закопано испод самог врха.